# Phyllonorycter mannii
Phyllonorycter mannii là một loài bướm đêm thuộc họ Gracillariidae. Nó được tìm thấy ở Pháp đến Croatia, Hungary và Slovakia và từ Bulgaria và phần thuộc châu Âu của Thổ Nhĩ Kỳ.
Phyllonorycter mannii như từ đồng nghĩa của Phyllonorycter distentella bởi nhiều tác giả.
Ấu trùng ăn Quercus pubescens và Quercus robur. Chúng ăn lá nơi chúng làm tổ.